# Stefan Kießling
Stefan Kießling, scritto anche Kiessling (Lichtenfels, 25 gennaio 1984), è un dirigente sportivo ed ex calciatore tedesco, di ruolo attaccante.

## Caratteristiche tecniche
Centravanti, destro di piede. Ha fatto del gioco aereo la sua arma migliore in virtù della sua grande altezza, è stato un attaccante pronto a tornare in difesa quando necessario.

## Carriera

### Club
Cresciuto nelle giovanili del TSV Eintracht Bamberg, nel 2001 viene acquistato dal Norimberga, con cui esordisce in prima squadra nella stagione 2002-2003, collezionando quell'anno una sola presenza in Bundesliga (il 26 aprile 2003, da subentrante contro l'Amburgo).
Resta per altre tre stagioni in Baviera, disputando un campionato di Zweite Liga e due in Bundesliga. Le prestazioni sfoderate nel campionato 2005-2006, durante il quale mette a segno 10 gol in 31 gare, induce il Bayer Leverkusen ad ingaggiarlo a partire dalla stagione successiva. Il costo del trasferimento è di 6,5 milioni di euro.
Il suo contratto, inizialmente con scadenza nel 2010, è stato rinnovato due volte: prima con termine nel 2012, poi nel 2015.
Nella stagione 2009-2010, con 21 reti in campionato, si piazza al secondo posto della classifica marcatori, alle spalle del bosniaco del Wolfsburg Edin Džeko.
Dopo poche giornate dall'inizio della stagione 2010-2011, nella partita contro il Norimberga del 19 settembre si frattura la tibia. Successivamente operato dovrà stare fuori dai campi da gioco per oltre 2 mesi tornando disponibile solo a metà dicembre per l'ultimo turno a gironi dell'Europa League.
Nella stagione 2011-2012 con 16 reti in campionato e 17 in totale, risulta il capocannoniere del Bayer Leverkusen. All'ultima giornata di campionato realizza una tripletta al Norimberga, battuto per 4-1. In UEFA Champions League aveva segnato un gol, al Valencia nella partita persa per 3-1.
Il 28 ottobre 2012 realizza uno dei due gol con cui il Leverkusen ha battuto per 2-1 il Bayern Monaco all'Allianz Arena. Termina la stagione 2012-2013 con 25 reti segnate in 34 gare di campionato (27 in 43 partite totali), che lo rendono, per la prima volta in carriera, capocannoniere della Bundesliga.
Il 17 marzo 2015, nella partita di ritorno degli ottavi di finale di UEFA Champions League contro l'Atlético Madrid, sbaglia l'ultimo rigore, che permette il passaggio dell'Atlético ai quarti di finale.
Ha smesso di giocare per il Bayer Leverkusen al termine della stagione 2017-2018. Ha chiuso con un bilancio di 440 presenze totali con il club (di cui 343 in Bundesliga) e 162 reti.
Il 9 settembre 2018 esordisce con la maglia del Schelklingen-Hausen, club delle serie dilettantistiche del Baden-Württemberg con cui ha terminato la carriera alla fine della stagione 2018-2019.

### Nazionale
Debutta con la nazionale tedesca Under-21 l'8 febbraio 2005 nella gara contro il Galles. Mette a segno il primo gol nella rappresentativa il 25 marzo dello stesso anno durante un incontro con i pari età inglesi, che viene ricordato per un curioso fatto: Kießling infatti indossava un paio di scarpe prestategli dal portiere Michael Rensing poiché aveva dimenticato le sue in albergo.
Il 28 marzo 2007 esordisce nella nazionale maggiore, schierato dal ct Joachim Löw al posto di Kevin Kurányi nel secondo tempo della sfida di Duisburg contro la Danimarca. Deve attendere però due anni prima di scendere nuovamente in campo con la nazionale: la seconda presenza arriva l'11 febbraio 2009 contro la Norvegia. Compare nella lista dei 23 convocati per il campionato del mondo del 2010 in Sudafrica, competizione durante la quale scende in campo in due occasioni.

## Statistiche

### Presenze e reti nei club
Statistiche aggiornate al 12 maggio 2018
| Stagione                | Squadra                 | Campionato              | Campionato | Campionato | Coppe nazionali | Coppe nazionali | Coppe nazionali | Coppe continentali | Coppe continentali | Coppe continentali | Altre coppe | Altre coppe | Altre coppe | Totale | Totale |
| Stagione                | Squadra                 | Comp                    | Pres       | Reti       | Comp            | Pres            | Reti            | Comp               | Pres               | Reti               | Comp        | Pres        | Reti        | Pres   | Reti   |
| ----------------------- | ----------------------- | ----------------------- | ---------- | ---------- | --------------- | --------------- | --------------- | ------------------ | ------------------ | ------------------ | ----------- | ----------- | ----------- | ------ | ------ |
| 2002-2003               | Norimberga II           | OL                      | 2          | 1          |                 | -               | -               | -                  | -                  | -                  | -           | -           | -           | 2      | 1      |
| 2003-2004               | Norimberga II           | OL                      | 13         | 9          |                 | -               | -               | -                  | -                  | -                  | -           | -           | -           | 13     | 9      |
| Totale Norimberga II    | Totale Norimberga II    | Totale Norimberga II    | 15         | 10         |                 | -               | -               |                    | -                  | -                  |             | -           | -           | 15     | 10     |
| 2002-2003               | Norimberga              | BL                      | 1          | 0          | CG              | -               | -               | -                  | -                  | -                  | -           | -           | -           | 1      | 0      |
| 2003-2004               | Norimberga              | 2L                      | 14         | 2          | CG              | 0               | 0               | -                  | -                  | -                  | -           | -           | -           | 14     | 2      |
| 2004-2005               | Norimberga              | BL                      | 27         | 3          | CG              | 2               | 1               | -                  | -                  | -                  | -           | -           | -           | 29     | 4      |
| 2005-2006               | Norimberga              | BL                      | 31         | 10         | CG              | 2               | 1               | -                  | -                  | -                  | -           | -           | -           | 33     | 11     |
| Totale Norimberga       | Totale Norimberga       | Totale Norimberga       | 73         | 15         |                 | 4               | 2               |                    | -                  | -                  |             | -           | -           | 77     | 17     |
| 2006-2007               | Bayer Leverkusen        | BL                      | 32         | 8          | CG+CdL          | 1+1             | 0+0             | CU                 | 10                 | 0                  | -           | -           | -           | 44     | 8      |
| 2007-2008               | Bayer Leverkusen        | BL                      | 31         | 9          | CG              | 1               | 0               | CU                 | 12                 | 7                  | -           | -           | -           | 44     | 16     |
| 2008-2009               | Bayer Leverkusen        | BL                      | 34         | 12         | CG              | 6               | 2               | -                  | -                  | -                  | -           | -           | -           | 40     | 14     |
| 2009-2010               | Bayer Leverkusen        | BL                      | 33         | 21         | CG              | 2               | 0               | -                  | -                  | -                  | -           | -           | -           | 35     | 21     |
| 2010-2011               | Bayer Leverkusen        | BL                      | 22         | 7          | CG              | 1               | 2               | UEL                | 6                  | 0                  | -           | -           | -           | 24     | 9      |
| 2011-2012               | Bayer Leverkusen        | BL                      | 34         | 16         | CG              | 1               | 0               | UCL                | 8                  | 1                  | -           | -           | -           | 41     | 17     |
| 2012-2013               | Bayer Leverkusen        | BL                      | 34         | 25         | CG              | 3               | 1               | UEL                | 6                  | 1                  | -           | -           | -           | 43     | 27     |
| 2013-2014               | Bayer Leverkusen        | BL                      | 32         | 15         | CG              | 4               | 2               | UCL                | 7                  | 2                  | -           | -           | -           | 43     | 19     |
| 2014-2015               | Bayer Leverkusen        | BL                      | 34         | 9          | CG              | 4               | 6               | UCL                | 10                 | 4                  | -           | -           | -           | 48     | 19     |
| 2015-2016               | Bayer Leverkusen        | BL                      | 30         | 5          | CG              | 4               | 3               | UCL                | 9                  | 0                  | -           | -           | -           | 43     | 7      |
| 2016-2017               | Bayer Leverkusen        | BL                      | 20         | 4          | CG              | 1               | 0               | UCL                | 3                  | 0                  | -           | -           | -           | 24     | 4      |
| 2017-2018               | Bayer Leverkusen        | BL                      | 8          | 0          | CG              | 0               | 0               | -                  | -                  | -                  | -           | -           | -           | 8      | 0      |
| Totale Bayer Leverkusen | Totale Bayer Leverkusen | Totale Bayer Leverkusen | 344        | 131        |                 | 29              | 16              |                    | 71                 | 15                 |             | -           | -           | 444    | 162    |
| Totale carriera         | Totale carriera         | Totale carriera         | 432        | 156        |                 | 33              | 18              |                    | 71                 | 15                 |             | -           | -           | 536    | 189    |

### Cronologia presenze e reti in nazionale
| Cronologia completa delle presenze e delle reti in nazionale ― Germania | Cronologia completa delle presenze e delle reti in nazionale ― Germania | Cronologia completa delle presenze e delle reti in nazionale ― Germania | Cronologia completa delle presenze e delle reti in nazionale ― Germania | Cronologia completa delle presenze e delle reti in nazionale ― Germania | Cronologia completa delle presenze e delle reti in nazionale ― Germania | Cronologia completa delle presenze e delle reti in nazionale ― Germania | Cronologia completa delle presenze e delle reti in nazionale ― Germania |
| Data                                                                    | Città                                                                   | In casa                                                                 | Risultato                                                               | Ospiti                                                                  | Competizione                                                            | Reti                                                                    | Note                                                                    |
| ----------------------------------------------------------------------- | ----------------------------------------------------------------------- | ----------------------------------------------------------------------- | ----------------------------------------------------------------------- | ----------------------------------------------------------------------- | ----------------------------------------------------------------------- | ----------------------------------------------------------------------- | ----------------------------------------------------------------------- |
| 28-3-2007                                                               | Duisburg                                                                | Germania                                                                | 0 – 1                                                                   | Danimarca                                                               | Amichevole                                                              | -                                                                       | 46’                                                                     |
| 11-2-2009                                                               | Düsseldorf                                                              | Germania                                                                | 0 – 1                                                                   | Norvegia                                                                | Amichevole                                                              | -                                                                       | 68’                                                                     |
| 18-11-2009                                                              | Gelsenkirchen                                                           | Germania                                                                | 2 – 2                                                                   | Costa d'Avorio                                                          | Amichevole                                                              | -                                                                       | 70’                                                                     |
| 13-5-2010                                                               | Aquisgrana                                                              | Germania                                                                | 3 – 0                                                                   | Malta                                                                   | Amichevole                                                              | -                                                                       |                                                                         |
| 27-6-2010                                                               | Bloemfontein                                                            | Germania                                                                | 4 – 1                                                                   | Inghilterra                                                             | Mondiali 2010 - Ottavi di finale                                        | -                                                                       | 83’                                                                     |
| 10-7-2010                                                               | Port Elizabeth                                                          | Uruguay                                                                 | 2 – 3                                                                   | Germania                                                                | Mondiali 2010 - Finale 3º posto                                         | -                                                                       | 73’                                                                     |
| Totale                                                                  |                                                                         | Presenze                                                                | 6                                                                       |                                                                         | Reti                                                                    | 0                                                                       |                                                                         |

## Palmarès

### Club

#### Competizioni nazionali
- Campionato tedesco di seconda divisione: 1

Norimberga: 2003-2004

### Individuale
- Capocannoniere della Bundesliga: 1

2012-2013 (25 gol)